# Elbrusite
L'elbrusite (simbolo IMA: Ebs) è un minerale e un ossido molto raro del supergruppo del granato e del gruppo della bitikleite con la composizione idealizzata Ca3U5+ZrFe3O12.
L'elbrusite è stata rilevata solo in due siti. La località tipo è uno xenolite calcio-silicato proveniente da un'ignimbrite del Monte Lakargi e altri due xenoliti provenienti dalla Caldera di Chegem nella Circondario federale del Caucaso Settentrionale di Cabardino-Balcaria in Russia. Il secondo sito è un affioramento della Formazione Hatrurim in Giordania.

## Etimologia e storia
L'elbrusite è stata descritta da Irina O. Galuskina e collaboratori con il nome di elbrusite-(Zr) con la composizione idealizzata Ca3ZrU6+Fe3+2Fe2+O12 ed è stata riconosciuta come nuovo minerale dall'Associazione Mineralogica Internazionale (IMA) nel 2009. Prende il nome dal vicino Monte Elbrus, la montagna più alta d'Europa con i suoi 5642 m. Nel riarrangiamento del supergruppo del granato nel 2013, la composizione idealizzata dell'elbrusite pura è stata modificata in Ca3Zr1.5U6+0.5Fe3O12 e il minerale è stato rinominato elbrusite.
Per la descrizione delle composizioni misurate, è stato introdotto un ipotetico elemento terminale granato: U6+Fe2+. Alti livelli di Fe2+ sono messi in dubbio a causa delle condizioni di formazione ossidante e, dopo aver studiato altri granati di uranio, è stato proposto di cambiare la formula dell'elbusite in Ca3U5+ZrFe3+3O12. Una decisione dell'IMA in merito è ancora in sospeso (2017).
I granati sono spesso molto resistenti agli agenti atmosferici, possono incorporare attinidi nel loro reticolo cristallino e sono stati quindi studiati come un possibile gruppo di sostanze per l'immobilizzazione e lo stoccaggio di scorie radioattive ad alta attività. Nel corso di questa ricerca, nel 2002 è stato descritto un equivalente sintetico dell'elbrusite con la composizione Ca3Zr1.5U6+0.5Fe3O12 introdotta da Grew et al. nel 2013. Studi sui granati sintetici all'uranio privi di silicio presentati nel 2016 hanno confermato che contengono solo ferro trivalente e che l'uranio si trova sia in quantità 6 che 5 valenti.

## Classificazione
Secondo l'attuale classificazione dell'Associazione Mineralogica Internazionale (IMA), l'elbrusite appartiene al supergruppo dei granati, dove forma il gruppo della bitikleite con 9 cariche positive nella posizione del reticolo coordinato tetraedrico, insieme a dzhuluite, bitikleite e usturite.
La 9ª edizione della sistematica minerale di Strunz, in vigore dal 2001, non elenca l'elbrusite. Sebbene l'elbrusite non sia un silicato, sarebbe (come la katoite) classificata nel gruppo dei granati con numero 9.AD.25 nella classe "9. Silicati (germanati)"; da lì è nella sottoclasse 9.A Nesosilicati che è suddivisa in base alla coordinazione dei cationi e alla presenza dei anioni, in modo che possa essere trovata nella suddivisione "9.AD Nesosilicati senza anioni aggiuntivi; cationi in coordinazione [6] e/o maggiore" dove è elencata insieme a bitikleite, dzhuluite, usturite, eltyubyuite, eringaite, goldmanite, grossularia, holtstamite, irinarassite, katoite, kimzeyite, knorringite, majorite, menzerite-(Y), morimotoite, spessartina, uvarovite, wadalite, almandine, andradite, calderite, piropo, schorlomite, toturite, hibschite e henritermierite

## Chimica
L'uranio può essere incorporato nella struttura del granato con cariche diverse (U3+, U4+, U5+ e U6+) in diverse posizioni reticolari ({\displaystyle {\ce {X}}} e {\displaystyle {\ce {Y}}}). L'elbrusite si trova nella sua località tipo insieme ad altri minerali contenenti U6+ e la sua composizione è stata inizialmente data come:
{\displaystyle \mathrm {^{[X]}(Ca_{3.040}Th_{0.018}Y_{0.001})\,^{[Y]}(U_{0.658}^{6+}Zr_{1.040}^{4+}Sn_{0.230}^{4+}Mg_{0.004}Hf_{0.009})\,^{[Z]}(Fe_{1.575}^{3+}Al_{0.539}Si_{0,099}Ti_{0,199}^{4+}Fe_{0,559}^{2+}Sn_{0,025}^{4+}V_{0,004}^{5+})} }
L'incorporazione dell'uranio nel granato è favorita da composizioni ricche di ferro. Ciò è indicato dall'alto contenuto di ferro dei granati naturali contenenti uranio. I calcoli sono stati in grado di confermare questa correlazione almeno per l'incorporazione di U3+ e U4+ in posizione {\displaystyle {\ce {X}}} e U5+ in posizione {\displaystyle {\ce {Y}}} e recenti indagini sull'elbrusite naturale mostrano che l'uranio è presente come U5+ e l'intero ferro come Fe3+.
L'elbrusite forma cristalli misti complessi, specialmente con granati ricchi di ferro del gruppo delle schorlomiti secondo la reazione di scambio ({\displaystyle {\ce {R}}} sta per qualsiasi catione con la carica specificata):
{\displaystyle \mathrm {^{[Y]}U^{5+}+\,^{[Z]}Fe^{3+}=\,^{[Y]}R^{4+}+\,^{[Z]}R^{4+}} }
e un analogo dello stagno (Sn) dell'elbrusite secondo la reazione di scambio:
{\displaystyle \mathrm {^{[Y]}Zr^{4+}=^{[Y]}Sn^{4+}} }
Per i granati di uranio sintetico, l'incorporazione di U6+ nella posizione dell'ottaedro è documentata, almeno in condizioni ossidanti e in assenza di Si4+ e Ti4+:
{\displaystyle \mathrm {^{[Y]}U^{5+}=0.5\,^{[Y]}U^{6+}+0.5\,^{[Y]}Zr^{4+}} }

## Abito cristallino
L'elbrusite cristallizza nel sistema cubico nel gruppo spaziale Ia3d (gruppo nº 230) con 8 unità di formula per cella unitaria. Il cristallo misto naturale della località tipo ha la costante di reticolo a = 12.49 Å.
Sono stati esaminati granati contenenti uranio sintetico della serie Ca3U6+0.5Zr1.5Fe3+3O12 - Ca3U5+ZrFe3+3O12 con un massimo di 0.7U apfu. L'estrapolazione delle loro costanti di reticolo all'apfu 1U produce a = 12.8 Å per il termine finale U5+.
La struttura dell'elbrusite è quella del granato. Il calcio (Ca2+) occupa la posizione {\displaystyle {\ce {X}}} dodecaedrica circondata da 8 ossigeni, l'uranio (U5+, U6+) e lo zirconio (Zr4+) occupano la posizione {\displaystyle {\ce {Y}}} circondati da 6 ossigeni in modo ottaedrico e la posizione {\displaystyle {\ce {Z}}} tetraedrica circondata da 4 ossigeni è occupata dal ferro (Fe3+).

## Origine e giacitura
La località tipo dell'elbrusite è uno xenolite calcio-silicato proveniente da un'ignimbrite del Monte Lakargi e da altri due xenoliti provenienti dalla caldera di Chegem nella Repubblica Caucasica settentrionale di Kabardino-Balkaria in Russia. Qui, l'elbrusite si trova in aggregati a grana fine di wadalite o forma croste intorno alla lakargiite. Altri minerali compagni includono kimzeyite, spurrite, larnite e rondorfite.
Un evento documentato nel 2017 è un affioramento della Formazione Hatrurim in Giordania. Qui, la calce bituminosa e la marna sono state convertite pirometamorficamente in un tipo di cemento Portland naturale durante la combustione del bitume, la cui composizione minerale ricorda gli xenoliti impressi per contatto metamorfico.

## Forma in cui si presenta in natura
I cristalli, che hanno una dimensione massima da 10 a 30 μm, si presentano in aggregati con wadalite, spurrite e lakargiite o come zone e macchie in kerimasite.